# Municipio de Villa Díaz Ordaz
El municipio de Villa Díaz Ordaz es uno de los 570 municipios del estado mexicano de Oaxaca. Su cabecera es la localidad de Villa Díaz Ordaz.

## Geografía
El municipio de Villa Díaz Ordaz colinda al norte con los municipios de San Miguel Amatlán, Santa María Yavesía, Santiago Laxopa y Santo Domingo Xagacía; al este con los municipios de Santo Domingo Albarradas y San Pablo Villa de Mitla; al sur con el municipio de Tlacolula de Matamoros; y al oeste con los municipios de Santa Ana del Valle, Teotitlán del Valle y Santa Catarina Lachatao.

## Localidades
El municipio de Villa Díaz Ordaz cuenta con cinco localidades.
| Localidad                 | Población (2020) |
| ------------------------- | ---------------- |
| San Miguel del Valle      | 3081             |
| Villa Díaz Ordaz          | 2909             |
| Santa Catarina Albarradas | 363              |

## Gobierno
El municipio de Villa Díaz Ordaz se rige mediante el sistema de usos y costumbres.
| Presidente municipal     | Periodo   |
| ------------------------ | --------- |
| Ángel García Santiago    | 1996-1998 |
| Celso Cristóbal Santiago | 1999-2001 |
| Benjamín García Morales  | 2002-2004 |
| Tito Martínez Juan       | 2005-2007 |
| Norberto García Santiago | 2008-2010 |
| Demetrio Santiago Juan   | 2011-2013 |
| Gustavo García Santiago  | 2013-2016 |
| Everardo Cruz Juan       | 2017-2019 |
| Alheiro García Martínez  | 2020-2022 |
| Herminio García Morales  | 2023-2025 |